# 番禺学宫
番禺学宫位于中国广州市中山四路东段，包括现时广州农民运动讲习所全部以及广州图书馆东南角部份。番禺学宫与德庆学宫、揭阳学宫，并称广东三大学宫；与廣府學宮、南海學宮，并称广州三大学宫。1961年3月4日以“广州农民运动讲习所旧址”之名公布为全国重点文物保护单位。

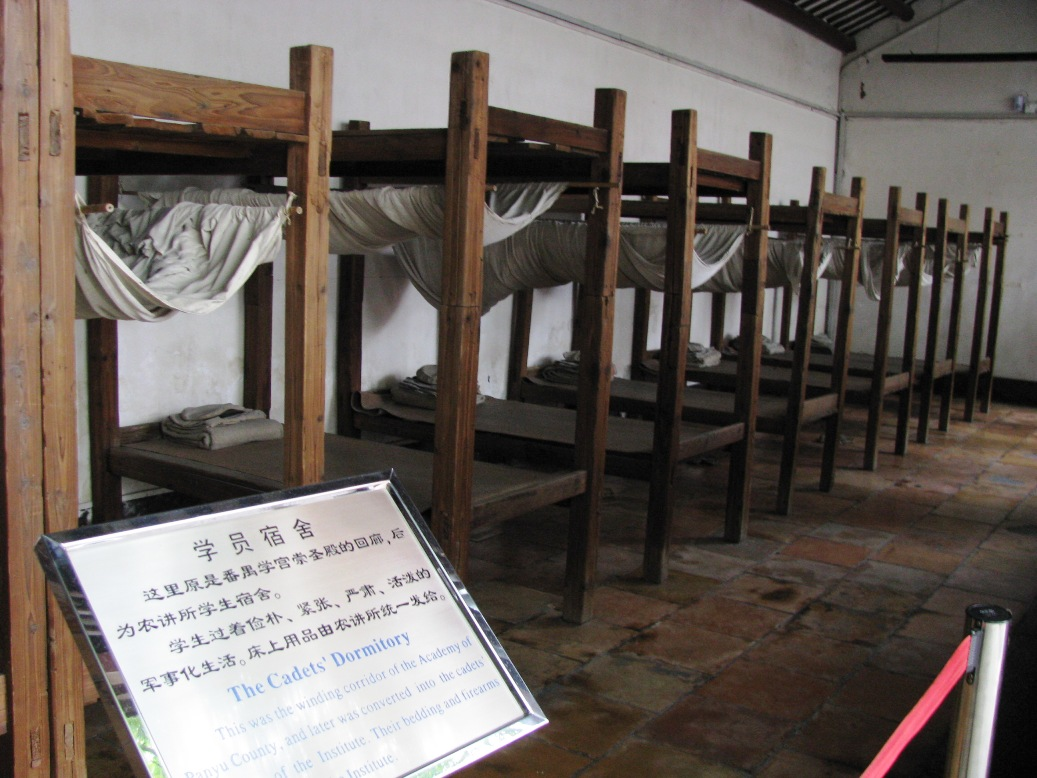
学员宿舍

## 歷史

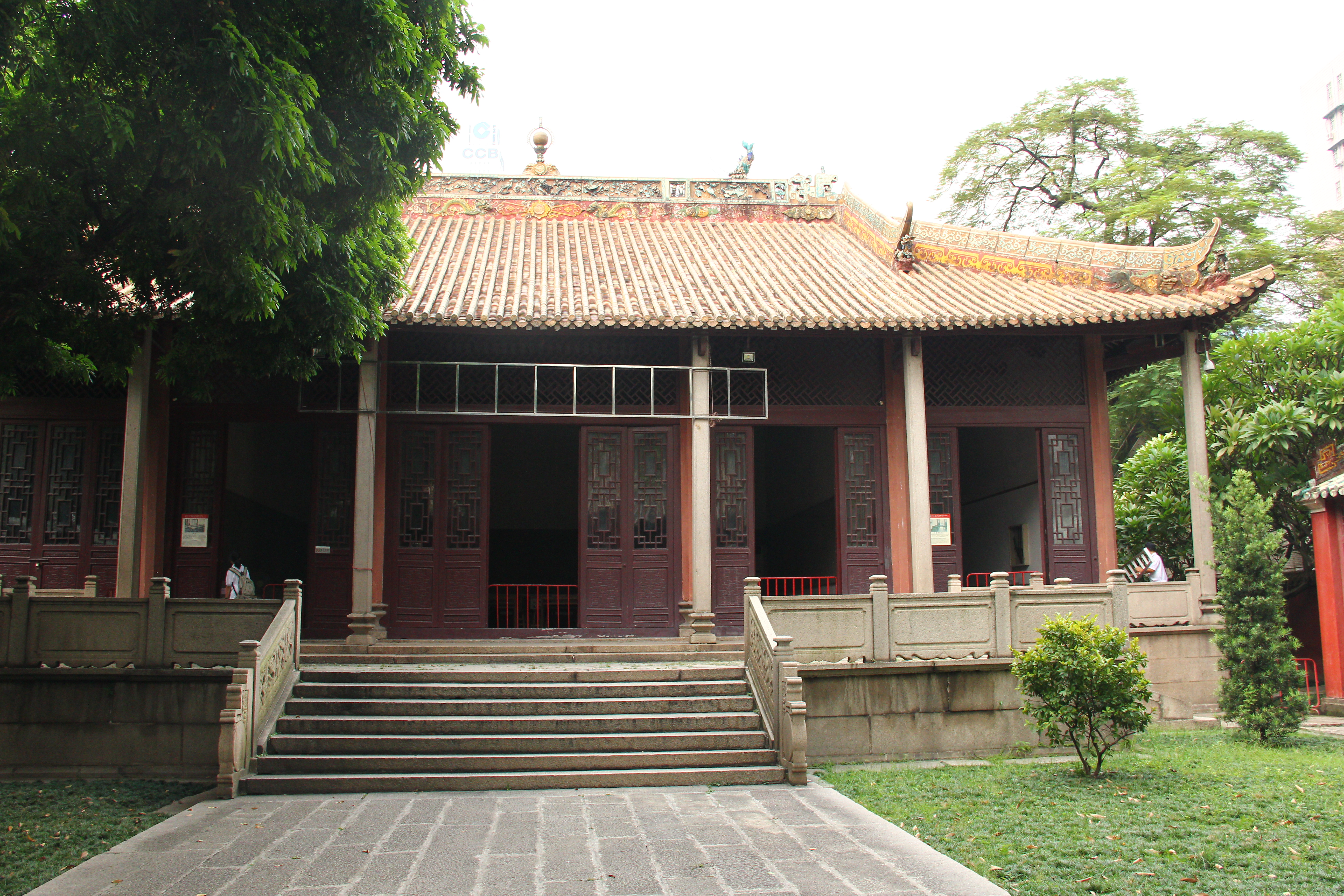
番禺學宮的崇聖殿，被改作飯堂。

据清朝同治年间《番禺縣志》记载，宋朝淳祐元年（1241年）在县东南5里创建，后来被毁。明朝洪武三年（1370年）由知县吴忠、训导李昕建于东城内，后被火焚毁；洪武十三年(1380年)重修于本址，为当时地区最高学府，建成后再次被火焚毁。清代以前为番禺县县学和祭祀孔子的文庙，每年农历二月、八月在此举行祭祀典礼。现时格局形成于清朝乾隆十二年（1747年），道光十五年(1835年)重修。原学宫阔三进，深五进，规模宏大：大门是花岗岩石雕琢的棂星门，正面有大成殿、崇圣殿、尊经阁；左侧有铺、土地寺、科庠、儒学署、明伦堂、光霁堂、八桂儒林、园、廊、名宦寺；右侧有铺、节孝寺、训导署、忠义孝弟寺、射圃、乡贤寺、廊等。戟门后有池畔一口，中建石桥，再进内是大成门，两旁是更衣所及东庑西庑。各种殿堂组成红墙黄琉璃瓦的建筑群。右都番禺县署，左都芳草街。整个学宫的结构、规模，和各县的大致相同。崇圣殿后面为尊经阁，阁后还有个小山坡。正座东西各有长巷，东巷有教谕署、明伦堂、光霖堂，西巷有节孝祠、习日导署、忠孝祠。祠后有一大幅空地，名叫射圃，是武试场所。尊经阁两侧还有名宦祠和乡贤祠各一座。
目前左右两路除左侧尚存明伦堂、光霁堂外大部分建筑已毁；中路建筑尚存棂星门、泮池拱桥、大成门、大成殿、崇圣殿、以及东西廊庑，东斋东墙上镶嵌有《番禺府县新生印金章程碑记》等6块碑刻。占地面积5425平方米，主体建筑大成殿规模较大，面阔五间24.72米，进深14.22米，高12.62米，木质结构。

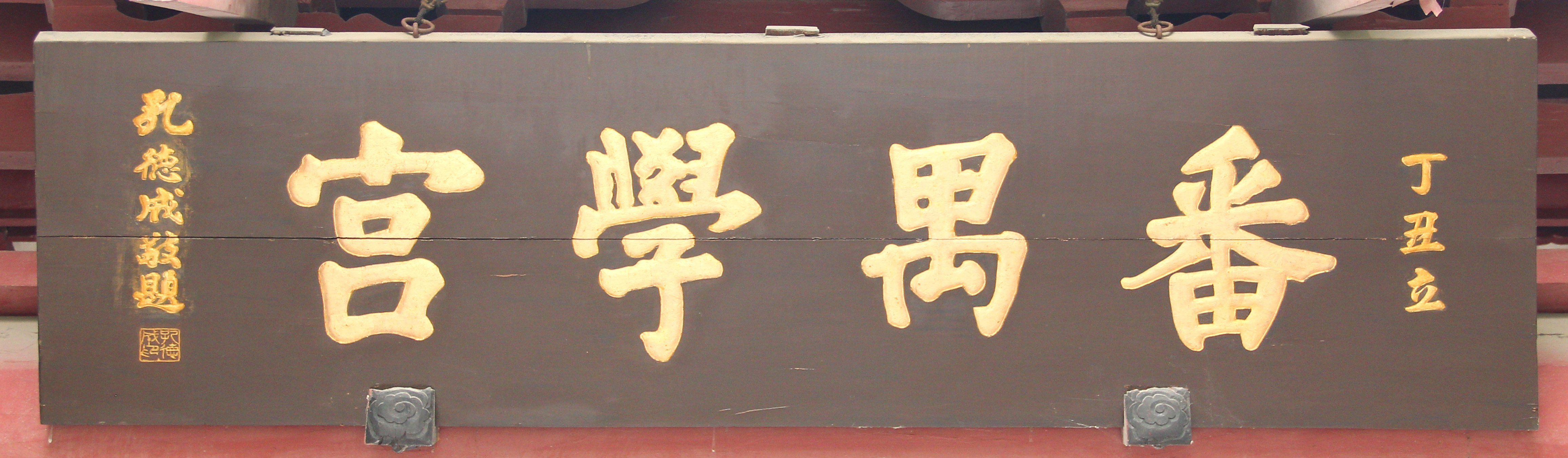
番禺學宮牌匾

清光绪三十二年（1906）废科举、兴学校，第一间番禺中学堂—八桂中学就设在这座学宫里。 拆掉后座的尊经阁和乡贤祠、名宦祠，改建课室和办公室。又将射圃改建学生宿舍和操场，将废科举而裁撤的教谕、训导两署分别改为名宦、乡贤两祠。
1920年代初，滇桂联军盘跨广州期间，曾驻兵学宫。中華民國十五年（1926年）将大部分租给毛泽东等主办的农民运动讲习所第六期设于此。粤桂军阀混战期间,学宫又沦为伤兵后反医院，再度遭到破坏。
陈济棠治粤时期，番禺县长严博球把学宫从铜驼荆棘, 蔓草荒凉中收回管理，将正座前部装修粉饰，办了一间番禺县银行。原日的光霖堂充作县参议会名宦祠充作禺北学会。东都芳草街的东巷全部借给中山大学辟为预科学生宿舍。由于陈济棠提倡“读经”, 恢复祀孔, 重新树立孔子和先贤先哲的牌位, 力图恢复旧观。陈济棠下台后，祭孔活动也随之冷却, 番禺学宫又是一片落寞荒凉。
1953年当局辟之为广州农民运动讲习所旧址纪念馆，1961年3月4日以“广州农民运动讲习所旧址”之名公布为全国重点文物保护单位。1965年维修时，挖空大成殿金柱腐朽部分，用钢筋混凝土加固，仍保持金柱外皮。
- 棂星门
- 泮池和状元桥
- 大成门
- 大成殿
- 大成殿内梁架
- 崇圣祠

## 公共交通
- 广州地铁1号线農講所站